# لويس مارتن (سياسي أسترالي)
لويس مارتن (بالإنجليزية: Lewis Martin)‏ هو سياسي أسترالي، ولد في 1872، وتوفي في 17 أبريل 1944. انتخب عضو الجمعية التشريعية لنيو ساوث ويلز.